# Nigel Napier, 14. Lord Napier
Francis Nigel Napier, 14. Lord Napier, 5. Baron Ettrick KCVO DL (* 5. Dezember 1930 in Berwick-upon-Tweed; † 15. März 2012) war ein schottischer Adliger, Mitglied des House of Lords und Offizier.

## Familie
Er war der Sohn des Lt.-Colonel William Napier, 13. Lord Napier und dessen Frau Violet Muir Newson, der Tochter von Sir Percy Wilson Newson, 1. Baronet. Nigel Napier heiratete 1958 Delia Mary Pearson. Aus der Ehe gingen zwei Söhne und zwei Töchter hervor, darunter der Titelerbe Francis David Charles Napier, 15. Lord Napier (* 1962).

## Leben
Er besuchte Eton und schlug danach die Militärlaufbahn ein. Er besuchte Sandhurst, diente ab 1950 bei den Scots Guards in Malaysia und erreichte den Rang eines Majors. Als sein Vater 1954 starb, erbte er dessen Titel als 14. Lord Napier, 5. Baron Ettrick, und 11. Baronet, of Thirlestane und den mit dem Baronstitel verbundenen Sitz im Oberhaus. Ebenso wurde er Oberhaupt des Clan Napier. Nach der Pensionierung als Offizier wurde er 1958 bis 1960 Equerry (Stallmeister) von Henry, Duke of Gloucester und 1973 bis 1998 Privatsekretär von Prinzessin Margaret. Bis zu seinem Tod war er weiterhin ihr Schatzmeister. Sein Anspruch auf einen Sitz im Oberhaus erlosch 1999 durch den House of Lords Act.

## Orden und Ehrenzeichen
Er wurde 1980 als Lieutenant in den Royal Victorian Order aufgenommen und 1985 zum Commander sowie 1992 zum Knight Commander dieses Ordens erhoben. Seit 1991 war er auch Knight des Order of Saint John.